# Noi brave ragazze
Noi brave ragazze è il terzo singolo estratto dall'album Il mio universo di Giusy Ferreri entrato in rotazione radiofonica venerdì 7 ottobre 2011.
Il brano è composto nel testo e nella musica da Rudy Marra iscritto alla SIAE con il vero nome Marra Rodolfo Giovanni e la stessa cantante ha commentato la scelta del brano definendola una grande sorpresa.

## Il video
Il video, uscito il 27 novembre 2011 in esclusiva su Corriere.it, è stato girato in un circo di Castellazzo Novarese. Nel video appare la cantante Lalla Bittch. 
Su Mtv il 21 novembre 2011 è uscito il backstage.

## Classifiche
| Italia                        | Posizione massima |
| ----------------------------- | ----------------- |
| Italia airplay internazionale | 44                |
| Italia airplay nazionale      | 17                |